# Ilaria Occhini
Ilaria Occhini, connue aussi sous le nom de scène d'Isabella Redi, née le 28 mars 1934 à Florence et morte le 20 juillet 2019 dans la même ville, est une actrice italienne.

## Biographie
Petite-fille de Giovanni Papini, un écrivain célèbre en Italie, Ilaria Occhini commence sa carrière d'actrice dans des films historiques et surtout des péplums dont Carthage en flammes (1960) aux côtés de José Suárez, Daniel Gélin et Pierre Brasseur,.
Puis elle tourne dans Brigade antigangs (1965) et dans un film de Serge Korber : Les Feux de la Chandeleur (1972). Elle est Clothilde, un rôle de deuxième couteau, mais très remarquable dans les scènes en confrontation avec la fille Laura (Claude Jade) de son amant Alexandre (Jean Rochefort), qui veut retrouver son ex-épouse Marie-Louise (Annie Girardot). La fille dit une phrase : « Vous êtes très délicieux ». C'est exactement l'actrice dans son rôle plus célèbre dans les années 1970,.
Ilaria Occhini joue encore dans Deux Hommes dans la ville (1973) où elle incarne Sophie, l'épouse fidèle de Gino (Alain Delon). Dans les années 1980, elle tourne pour la télévision (entre autres Elvia Puccini dans le feuilleton consacré à la vie du célèbre compositeur Giacomo Puccini). Dans le cinéma allemand, elle tourne dans le rôle de Severina aux côtés de Mario Adorf dans le film Pizza Colonia.
En 2001, elle retourne au grand écran aux côtés d'Ornella Muti dans Domani,.
Ilaria Occhini est morte à Rome le 20 juillet 2019 à l' âge de  85 ans.

### Vie privée
Ilaria Occhini épouse en 1966 l'écrivain Raffaele La Capria avec lequel elle a une fille Alexandra La Capria (it) , également actrice,.

## Filmographie partielle
- 1957 : L'Amour au collège (Terza liceo) de Luciano Emmer
- 1957 : Le Médecin et le Sorcier (Il medico e lo stregone) de Mario Monicelli
- 1957 : Le Chevalier blanc (Sigfrido) de Giacomo Gentilomo
- 1958 : La parole est à l'épée (Pia de' Tolomei) de Sergio Grieco
- 1960 : Carthage en flammes (Cartagine in fiamme) de Carmine Gallone
- 1961 : Le Souteneur (Il mantenuto) d'Ugo Tognazzi
- 1963 : Le Jour le plus court (Il giorno più corto) de Sergio Corbucci
- 1965 : Les Complexés (I complessi) de Dino Risi, segment Una giornata decisiva
- 1966 : Brigade antigangs de Bernard Borderie
- 1966 : Un homme à moitié (Un uomo a metà) de Vittorio De Seta
- 1966 : L'Homme qui rit (L'uomo che ride) de Sergio Corbucci
- 1972 : Les Feux de la Chandeleur de Serge Korber
- 1973 : Deux Hommes dans la ville de José Giovanni
- 1990 : Benvenuti in casa Gori d'Alessandro Benvenuti
- 2000 : Un sacré détective (Don Matteo), série télévisée créée par Enrico Oldoini
- 2001 : Demain (Domani) de Francesca Archibugi
- 2010 : Le Premier qui l'a dit (Mine vaganti) de Ferzan Ozpetek

## Distinctions
- Ruban d'argent de la meilleure actrice dans un second rôle pour Benvenuti in casa Gori.
- David di Donatello de la meilleure actrice dans un second rôle en 2010 pour Le Premier qui l'a dit (Mine vaganti).

## Publication
- La bellezza quotidiana. Una vita senza trucco, Rizzoli, 2016,  (ISBN 9788817087018).